# Джанчуб Гьялцен
Джанчуб Гьялцен (тиб. ཏའི་སི་ཏུ་བྱང་ཆུབ་རྒྱལ་མཚན, Вайли ta'i si tu byang chub rgyal mtshan, кит. 大司徒絳曲堅贊; 1302, Кхам — 1364) — правитель Тибета с 1354 по 1364 годы, основатель династии Пагмоду. Буддийский монах традиции кагью.
Известен как реформатор, достигший значительных успехов во внутренней политике Тибета в области благосостояния и безопасности населения, а также установивший де-факто независимость Тибета от монгольской империи Юань.

## Биография
Выходец из аристократического рода царского происхождения Лан в области Пагмоду (в современном уезде Нэудон), в историческом центральном регионе Тибета, Уй. В 14 лет уехал из Нэудона в Сакья, где изучал буддизм и государственную службу, и заслужил похвалу от своего сакьясского наставника.
В 20 лет он вернулся и стал выполнять обязанности типона, должность, вверенную ранее его дяде. Он получил печать типона, но не был утверждён в должности центром. С 1322 года он начал строительство укреплений в своих владениях, построил мост через реку Шанчу. Он обязал землевладельцев и крестьян высаживать деревья в долинах, развернул строительство дорог. При этом он уменьшил налоги. Одним из его помощников был Шонну Санпо, предок Далай-ламы V.
Фактически Джанчуб Гьялцен стал наиболее популярным руководителем в Уе, и население горячо приветствовало его начинания. В 1346 году у Джанчуб Гьялцена случился конфликт с Ясанпой, типоном из Цзана, захватившим в Нэудоне землю с 280 семьями крестьян. Джанчуб Гьялцен вернул утраченное силой, на что Ясанпа послал жалобу в Сакья. Правительство, признав правоту Джанчуб Гьялцена, тем не менее сняла его с должности типона, посадив своего ставленника. Вызванный в Сакья, Джангчуб Гьялцен отказался сдвавть печать и признавать справедливость смещения рода Лан с руководства регионом. За это он был подвергнут пыткам, а в Нэудон были посланы войска. Однако другие типоны Уя не поддержали действий властей. Опасаясь волнений, власти отпустили Джанчуб Гьялцена и отозвали войска. В 1348 и 1349 году последовали новые столкновения Джанчуб Гьялцена и Ясанпы. В 1351 они переросли в войну Уя и Цзана, которая закончилась победой Джанчуб Гьялцена, который захватил Цзан и Лхасу.
В ответ сакьяские власти снова объявили о смещении Джанчуб Гьялцена с должности типона, наряду с несколькими поддерживавшими его типонами. Войска Сакья вступили в Уй. Джанчуб Гьялцен снова был в тюорьме, подвергался пыткам и содержался в колодках на улице, закидываемый грязью.
Пончен Гава Санпо, глава сакьяской администрации, имел проблемы с другими сакьяскими сановниками, и отпустил Джанчуб Гьялцена. В 1352 году, вернувшись в Нэудон, Джанчуб Гьялцен поднял антиправительственное восстание. В Уй, на реке Цанпо, он возвёл укреплённый монастырь Цэтан. Его войска вновь оккупировали Цзан.
В это время Гава Санпо был смещён Вангдоном. Объявив, что он идёт на помощь Гава Санпо, Джанчуб Гьялцен захватил Сакья. В 1354 году власть над Тибетом окончательно перешла в его руки. Он оставил иерархам Сакья лишь контроль над их монастырями, отстранил от власти всех 13 типонов и уволил со службы 400 сакьяских чиновников. Затем он провёл административную реформу, поделив Тибет на цзоны во главе с назначаемыми цзонпонами, а на границе с юаньским Китаем разместил пограничные гарнизоны. Пекин признал его главенство над Тибетом, поскольку он не делал прямых выпадов против монгольской власти.
В 1358 году сторонники Сакья собрали силы и напали на монастырь Намрин. Джанчуб выступил против них, и одержал победу.
Джанчуб Гьялцен продолжил серию реформ:
- устроил передел земли между крупными светскими и духовными собственниками и ввёл единую ставку сельскохозяйственного налога в 1/8 урожая.
- развернул строительство дорог и государственную паромную службу
- ввёл патрульно-полицейскую службу для обеспечения безопасности провоза товаров, проезда паломников и государственных служащих
- ужесточил монашескую дисциплину, запретив принимать пищу после полудня и употреблять алкоголь
- открыл при монастырях школы.
- отменил принятое до этого монгольское законодательство, введя свои «Законы из 15 разделов»

Наступил период внешней независимости от юаньского Пекина и внутренней безопасности, «когда и старуха могла нести золото». В Тибете начался отказ от монгольского языка, одежды и т. д.
Вскоре Джанчуб заболел. В 1361 году он послал в Пекин посольство для утверждения на своём месте в чине типона своего второго племянника Сакья Ринчена. В 1362 году он официально сложил с себя чин типона в пользу племянника, однако вскоре снова отстранил его от власти и правил до своей смерти в 1364 году.
На его место вступил старший племянник Сакья Гьялцен, правивший до 1373 года. Власть основанной Джанчуб Гьялценом династии Пагмоду продлилась в Центральном Тибете в течение 80 лет, до 1435.